# Conoeca hemicopa
Conoeca hemicopa är en fjärilsart som beskrevs av Edward Meyrick 1908. Conoeca hemicopa ingår i släktet Conoeca och familjen säckspinnare. Inga underarter finns listade i Catalogue of Life.